# 718 Erida
718 Erida је астероид главног астероидног појаса. Приближан пречник астероида је 72,94 ,
а средња удаљеност астероида од Сунца износи 3,055 астрономских јединица (АЈ).
Инклинација (нагиб) орбите у односу на раван еклиптике је 6,928 степени, а орбитални период износи 1950,578 дана (5,340 година). Ексцентрицитет орбите астероида износи 0,201.
Апсолутна магнитуда астероида износи 9,80 а геометријски албедо 0,039.
Астероид је откривен 29. септембра 1911. године.